# Uličská kotlina
Uličská kotlina je geomorfologickou částí podcelku Bukovce.  Leží na jeho jihovýchodním okraji, přibližně 20 km východně od města Snina v stejnojmenném okrese. 

## Vymezení
Kotlina se nachází v jihovýchodní části Bukovských vrchů, v jihovýchodním cípu podcelku Bukovce. Na severu navazuje mateřský podcelek, jihozápadním směrem leží Nastaz a jihovýchodní okraj vymezuje státní hranice s Ukrajinou. V severní části kotliny leží obec Uličské Krivé, v jižní Ulič. 
Leží v povodí říčky Ulička a jejího ze severu vedoucího přítoku Zbojského potoka. Na území kotliny přibírá několik menších přítoků, z nich nejvýznamnější jsou Vlčí a Ostrý potok, Javorník, Rožok a Mikošov. Ulička pokračuje jihovýchodním směrem a vlévá se do Uhu. Přístup do kotliny vede silnicí II/558 (Stakčín - Ulič ), údolím Zbojského potoka přes Uličské Krivé vede silnice III/3886 do Zboje.

## Chráněná území
Uličská kotlina leží v ochranném pásmu Národního parku Poloniny, který ji z velké části obklopuje. Zvláště chráněné území se v kotlině nenachází žádné, v blízkosti leží národní přírodní rezervace Rožok a přírodní rezervace Uličské Ostrá. 

## Turismus
Tato část Bukovských vrchů je specifická z důvodu své polohy na okraji Slovenska, blízko hranice a atraktívního trojmezí s Polskem a Ukrajinou. Z Uličského Krivého vede k hraničnímu kamení na Kremenci  červeně značená trasa přes Novú Sedlicu. V její trase prochází Mezinárodní dálková turistická trasa E8 a Východokarpatská magistrála, které směřují na hraniční přechod v Ubli. Z Uličského Krivého vede i  modře značený chodník přes Ruský Potok do Topole, čímž propojuje trojici dřevěných chrámů, které se v těchto obcích zachovaly. Z rozcestí Ulička vede  žlutá trasa obcí Ulič do lokality Mergencov kameň.